# Katoomba

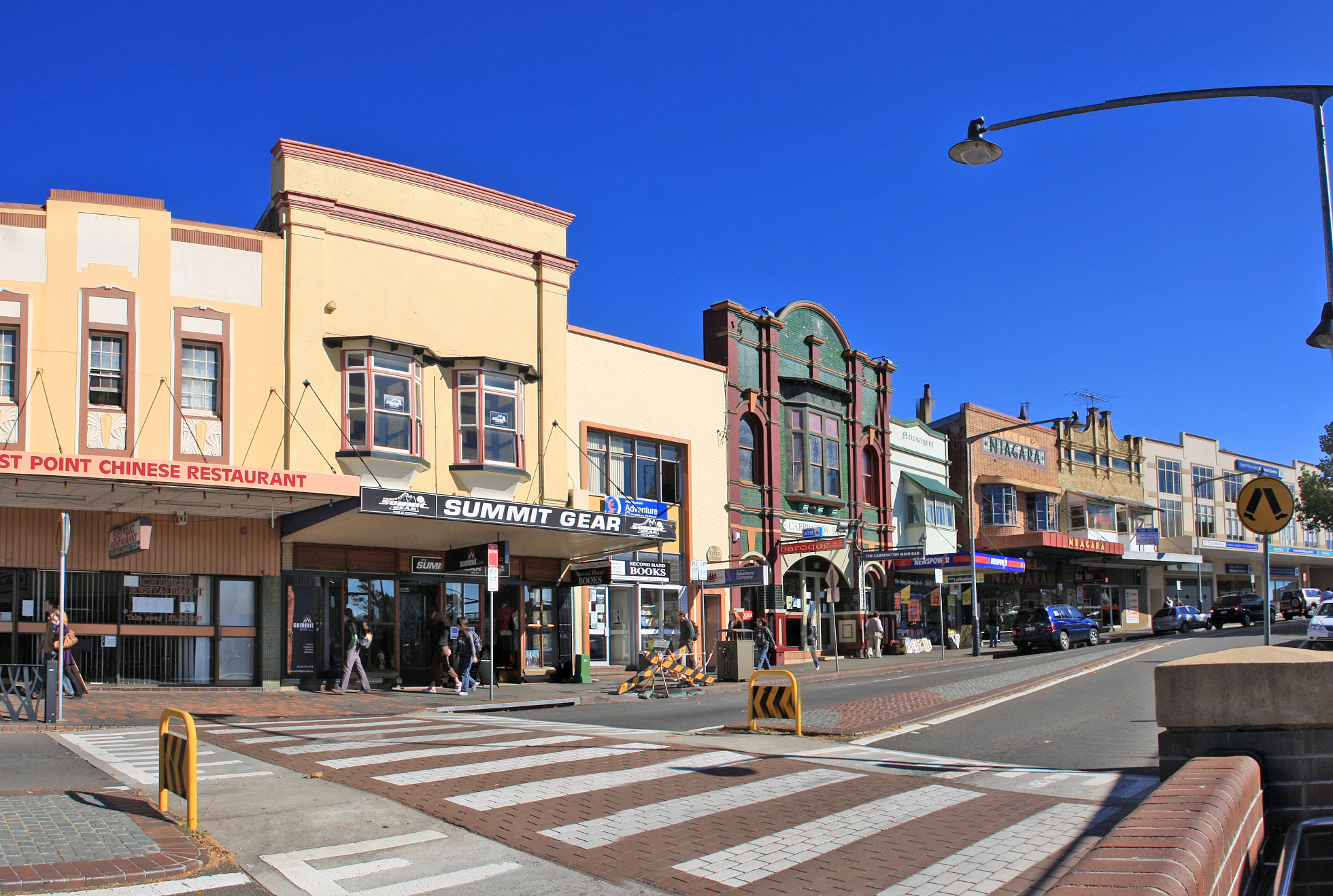
Calle en la zona del centro comercial de Katoomba.

Katoomba es la principal ciudad de las Montañas Azules en Nueva Gales del Sur (Australia), y la sede administrativa del Ayuntamiento de Blue Mountains. Katoomba está situada en las tierras de los pueblos aborígenes dharug y gundungurra.
Situada sobre la Gran Carretera Occidental, en Katoomba se encuentran las Tres Hermanas, a 102 km al oeste del centro de Sídney y a 39 km al sureste de Lithgow. La estación de tren de Katoomba está en la línea ferroviaria principal occidental.
Katoomba es un punto de partida para realizar paseos por la naturaleza y por los bosques de las Montañas Azules de los alrededores. Según el censo de 2016, Katoomba tenía una población de 7 964 personas. 

## Toponimia
Kedumba o Katta-toon-bah es un término aborigen para "agua brillante que cae" o "agua que cae sobre una colina" y toma su nombre de una cascada que cae en el Valle Jamison, debajo de la escarpa del Anfiteatro Harrys. Anteriormente, el lugar se conocía como William's Chimney y Collett's Swamp. En 1874, la localidad recibió el nombre de The Crushers, por el nombre de la estación de tren que daba servicio a una cantera cercana. El nombre de Katoomba se adoptó en 1877 y la ciudad alcanzó el estatus de municipio en 1889.

## Historia
Durante miles de años, las Montañas Azules estuvieron habitadas por pueblos aborígenes, específicamente de las tribus gundungurra y darug. Conocían la zona como Kedumba, que significa aguas brillantes que caen. Hoy en día, todavía hay muchos pueblos aborígenes tradicionales que viven en las Montañas Azules, donde ahora hay una serie de sitios culturales que guían a los visitantes a través del rico pasado de la región, mientras comparten las costumbres y el patrimonio de las tribus locales.
Katoomba y el cercano Medlow Bath se desarrollaron por primera vez como destinos turísticos a finales del siglo XIX, cuando se construyeron una serie de hoteles que luego se ampliaron repetidamente.
La minería de carbón y esquistos bituminosos también se llevó a cabo en el valle de Jamison durante muchos años, pero cuando las vetas se agotaron por completo a principios del siglo XX, Katoomba se convirtió en una ciudad turística consolidada. En la década de 1960, Katoomba había decaído un poco y varias de sus casas de huéspedes se convirtieron para otros fines, incluidos hospitales de convalecencia.
En la década de 1980 las pensiones y hoteles volvieron a ponerse de moda y muchos de ellos fueron restaurados.

## Clima

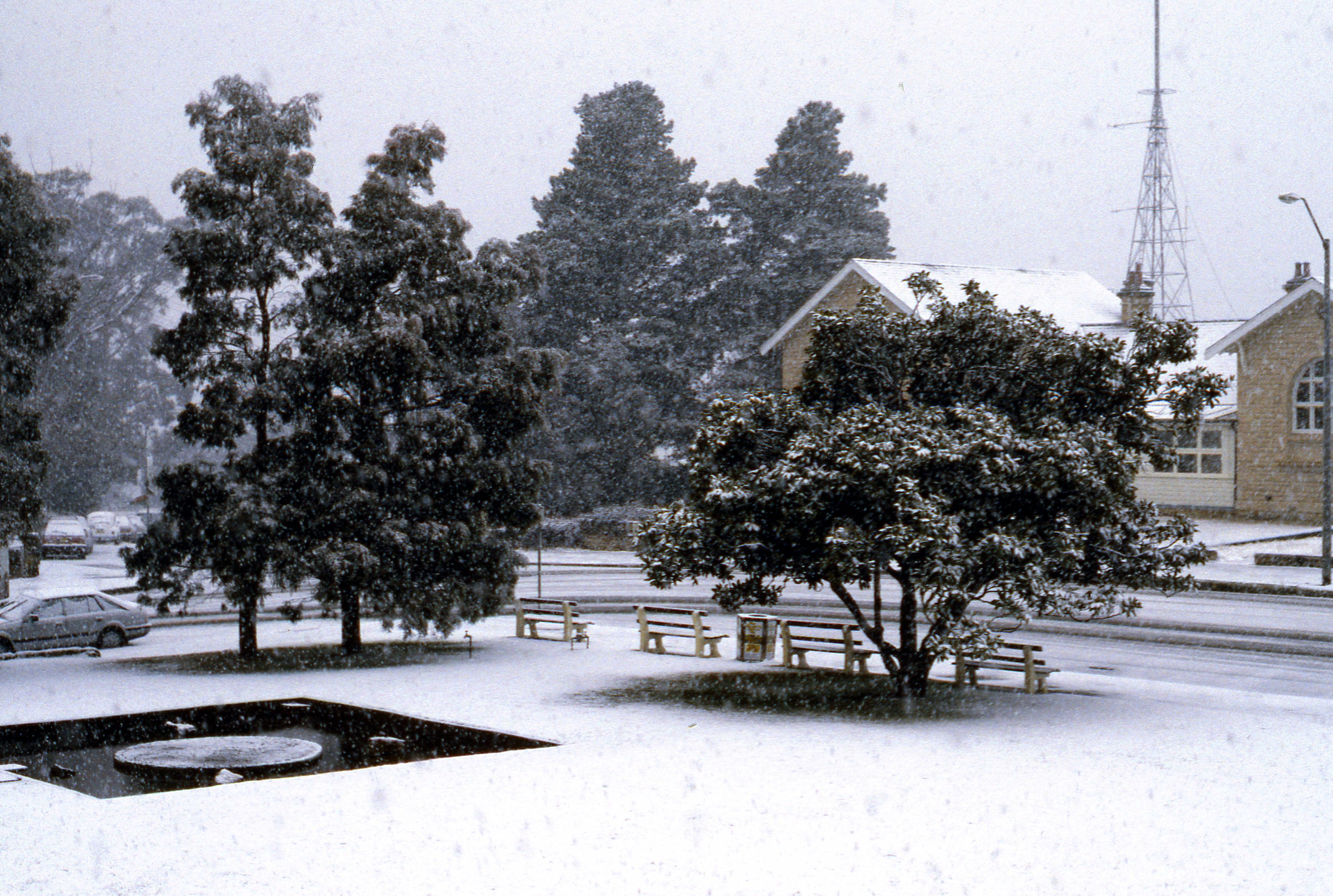
Las Cámaras del Consejo durante una nevada

Katoomba tiene un clima oceánico (Cfb) con veranos suaves e inviernos de fríos a muy fríos. En Katoomba (a 1.040 metros sobre el nivel del mar), las temperaturas diurnas de verano suelen rondar los 20 grados centígrados (con algunos días raros que se extienden hasta los 30 grados centígrados) y las temperaturas nocturnas suelen rondar los 10 grados centígrados.
En invierno, la temperatura máxima suele ser de unos 10 °C mientras que el mínimo generalmente ronda 0 °C aproximadamente en noches despejadas y 3 a 4 °C en noches nubladas. Suele haber dos o tres nevadas constantes al año. Las temperaturas son en promedio 7 °C más bajo que Sídney con muchos días brumosos. Katoomba tiene 79,8 días de cielo despejado al año.

### Nevada
Las Montañas Azules tienen fama de tener nieve en invierno. Sin embargo, a pesar de las frescas temperaturas, en la zona de las altas montañas sólo nieva unos cinco días al año. Es extremadamente raro ver nieve debajo de Lawson. No es raro ver mantos blancos de helada cubriendo el suelo en las primeras horas de la mañana. Por la noche se pueden formar gruesas capas de hielo en los parabrisas de los coches.
Además, los inviernos no son tan nevados y lluviosos como los de Orange y Oberon, al oeste; esto se debe al hecho de que Katoomba se encuentra principalmente en el lado de sotavento (este) de las cordilleras, por lo que experimenta un efecto foehn moderado.
Se han registrado varias nevadas importantes. El 5 de julio de 1900, los neveros superaban 1,8 metros de profundidad en partes de las Montañas Azules. La nieve y el hielo causaron importantes problemas en todo el centro de Nueva Gales del Sur, con cierres de vías y carreteras, daños a edificios e interrupciones en los servicios de telégrafo. Una tormenta invernal el 17 de julio de 1965 también provocó fuertes nevadas y hielo en la zona, con daños a los edificios y grandes dificultades para el transporte por carretera y ferrocarril. Más recientemente, una ola de frío provocó fuertes nevadas, hasta 20 cm, a Katoomba y otras ciudades de la parte superior de las Montañas Azules el 17 de julio de 2015, la nevada más intensa en muchos años.

## Pobladores y cultura

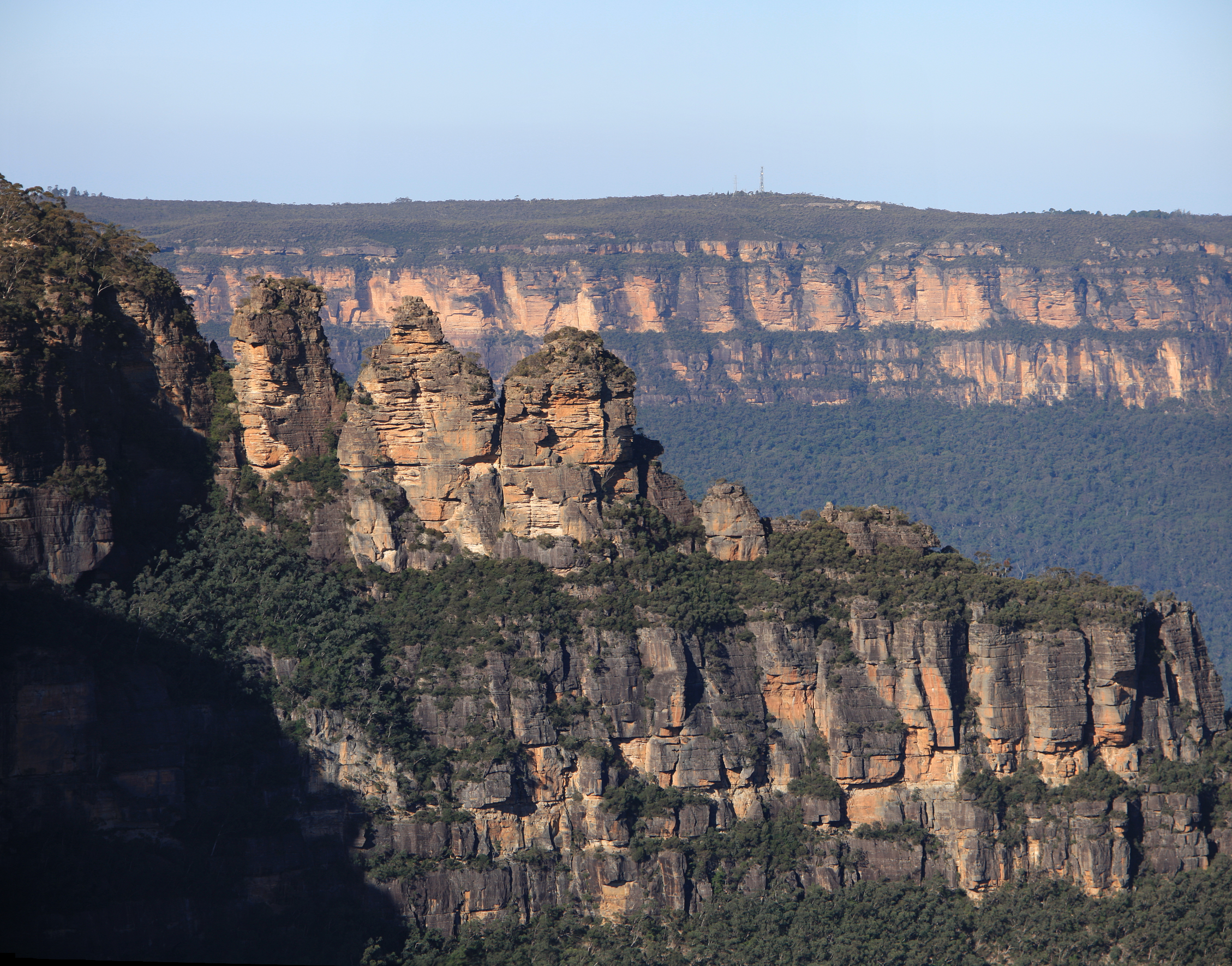
Las Tres Hermanas, en el extremo sur de Katoomba.

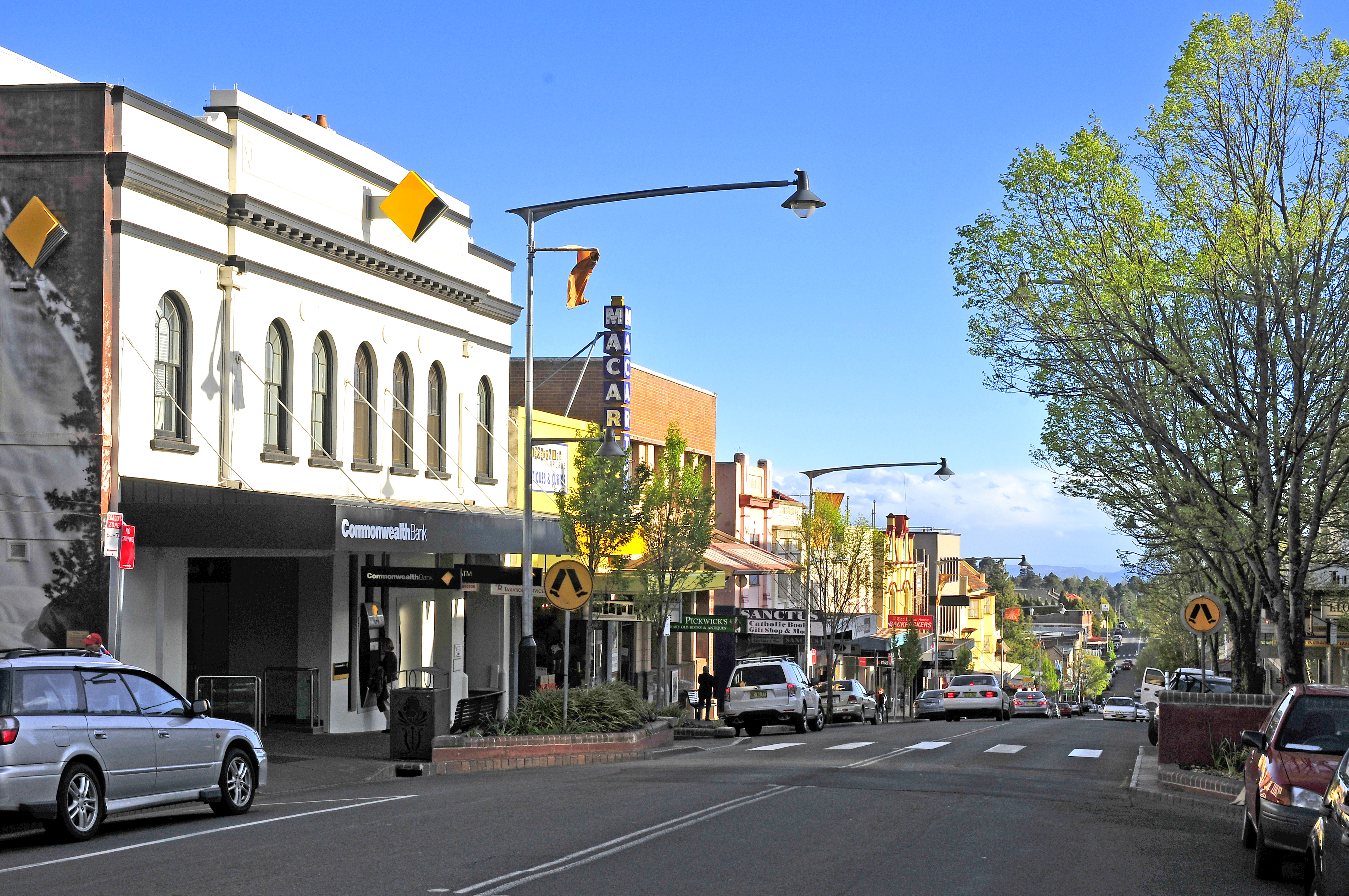
Tiendas en Katoomba.

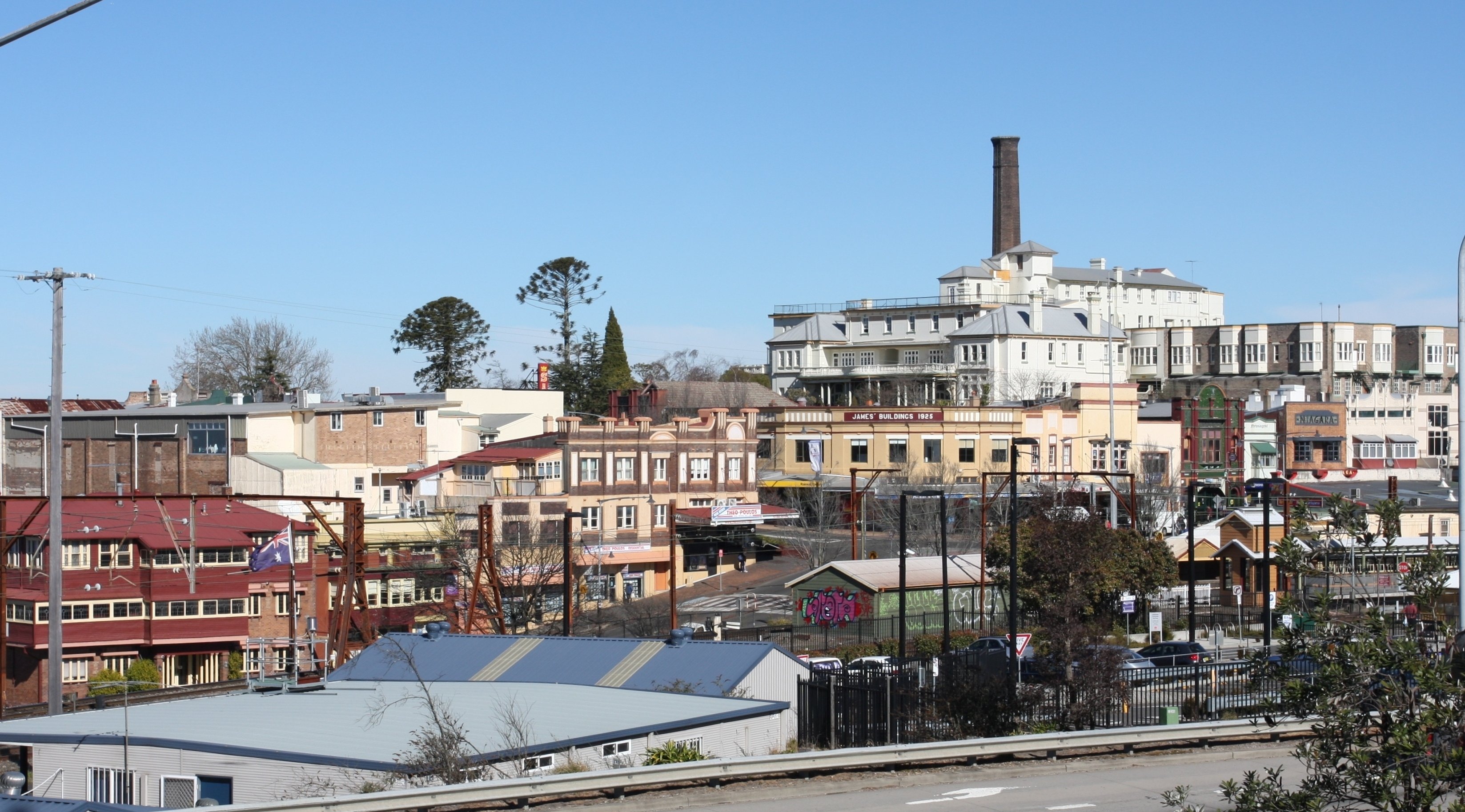
Katoomba desde el lugar cívico.

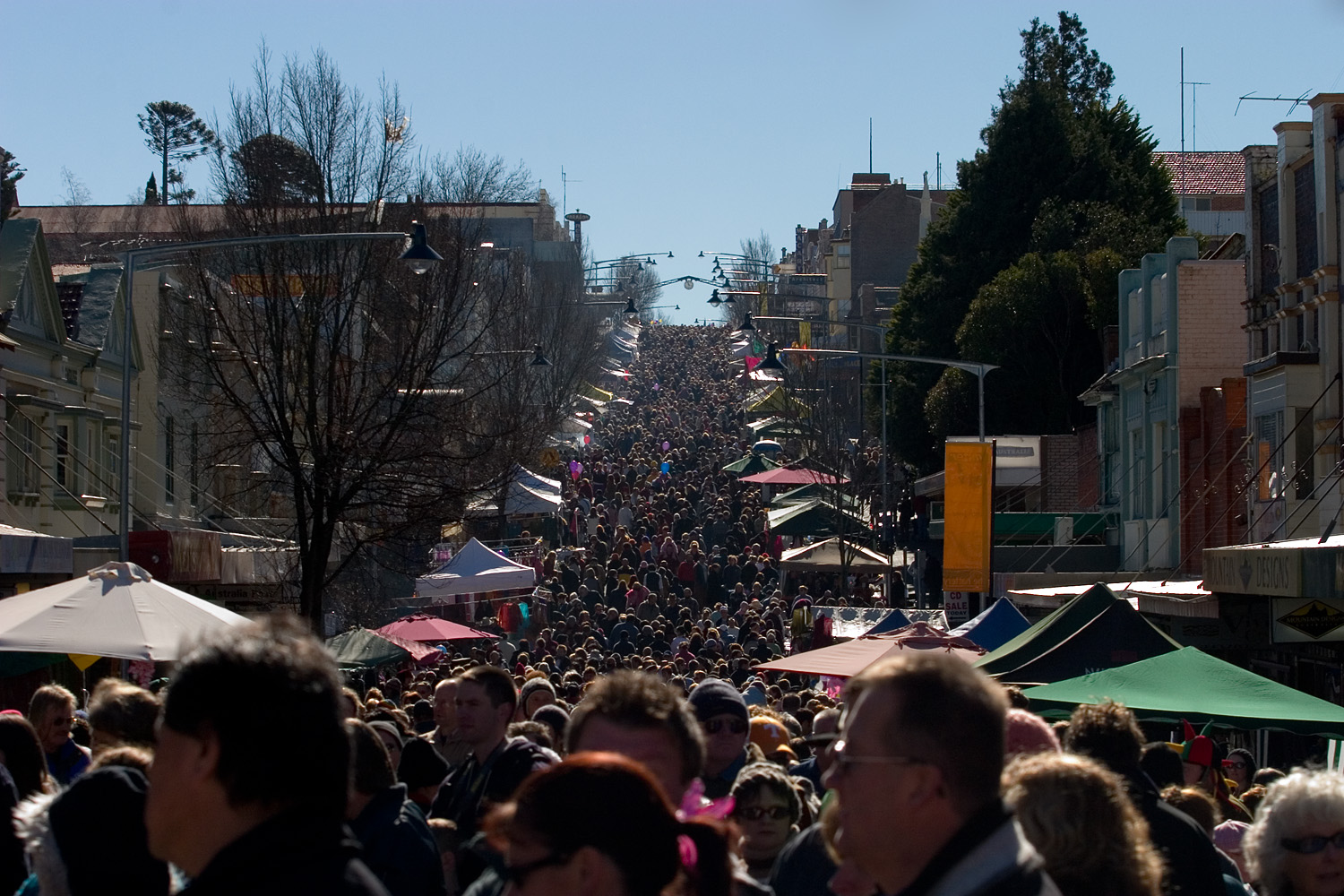
Katoomba durante un festival de invierno.

El paisaje de la zona y las tiendas y casas de estilo art déco atraen a una subcultura alternativa. Muchos poetas, artistas y ambientalistas residen en Katoomba y las Montañas Azules en general, y la ciudad alberga el festival del Solsticio de Invierno, que presenta el talento, el arte y la artesanía locales. El festival se fundó en 1994 para proporcionar un enfoque local para el Yulefest en toda las Montañas Azules. Yulefest es una iniciativa turística de larga data que promueve celebraciones navideñas al estilo del hemisferio norte durante los meses de invierno australianos de junio a agosto.
La novelista e historiadora Eleanor Dark (1901-1985) vivió en Katoomba con su marido Eric Dark desde 1923 hasta su muerte. La casa de la pareja "Varuna" es ahora Varuna, la Casa de los Escritores. En 1921, el dúo de productoras Raymond Longford y Lottie Lyell filmaron El misterio de las Montañas Azules en parte alrededor del centro de la ciudad. Zizzy Zing, la novela sobre viajes en el tiempo de Ursula Dubosarsky de 1991, está ambientada en Katoomba en 1938, en la época del Sesquicentenario. El poeta y autor Steven Herrick escribió una novela, 'The Bogan Mondrian', ubicada en la actual Katoomba. Su novela en verso, 'Amor, fantasmas y pelos de nariz' también está ambientada en la ciudad.
El músico de blues Claude Hay también reside en Katoomba y construyó su casa y su estudio de grabación en las afueras de la ciudad. Los dos álbumes de Hay, Kiss the Sky de 2007 y Deep Fried Satisfied de 2010, se grabaron en Katoomba, y este último obtuvo elogios de la crítica para Hay y el número 1 en la lista australiana de Roots Music Report y el número 21 en difusión mundial en octubre de 2010.
Además de su subcultura alternativa, el área alberga una gran cantidad de familias culturalmente diversas y tiene una importante población aborigen. El Parque Catalina, comúnmente conocido como el Gully, fue declarado Lugar Aborigen en mayo de 2002. Es una zona ecológica y culturalmente sensible con una larga historia de ocupación por las tribus Gundungarra y Darug.
La Corporación Aborigen del Consejo Tribal Gundungurra, con sede en Katoomba, es una organización sin fines de lucro que representa a los propietarios tradicionales de Gundungurra, promueve el patrimonio y la cultura y brinda apoyo para que el pueblo Gundungurra se conecte con su país. La Corporación Aborigen del Consejo Tribal Gundungurra tiene un reclamo de título nativo registrado desde 1995 sobre sus tierras tradicionales, que incluyen las Montañas Azules y sus alrededores.
Desde Katoomba emite la estación de radio comunitaria local 89.1 Radio Blue Mountains. El cine local se llama The Edge y está ubicado en la Great Western Highway.
Desde 2014, Katoomba acoge el Festival de Cine Vertical bienal. También hay una escena de entretenimiento en vivo en Katoomba, con una amplia gama de música que se ofrece en varios lugares y teatro.

### Demografía
En el censo de 2016, el suburbio de Katoomba registró una población de 7.964. De estos: 
- Los aborígenes y los isleños del Estrecho de Torres constituían el 3,6% de la población.
- Los ancestros más comunes fueron ingleses 28,9%, australianos 22,6%, irlandeses 11,8%, escoceses 8,6% y alemanes 4,2%.
- El 73,0% de las personas nacieron en Australia. Los siguientes países de nacimiento más comunes fueron Inglaterra con un 5,5% y Nueva Zelanda con un 2,0%.
- El 84,7% de las personas hablaba sólo inglés en casa.
- Las respuestas más comunes para la religión fueron las siguientes: no religiosos, 44,1%; católicos, 14,4%; y anglicanos, 12,0%.
- La edad media era de 46 años, frente a la media nacional de 38 años. Los niños menores de 15 años constituían el 15,5 % de la población (el promedio nacional es del 18,7%) y las personas de 65 años y más constituían el 19,6 % de la población (el promedio nacional es del 15,8%).
- El ingreso semanal promedio de un hogar fue de $976, en comparación con la mediana nacional de $1.438.
- El 55,2% de los hogares eran hogares familiares, el 38,8 % eran hogares unipersonales y el 6,1 % eran hogares grupales. El tamaño medio de los hogares era de 2,1 personas.

## Turismo

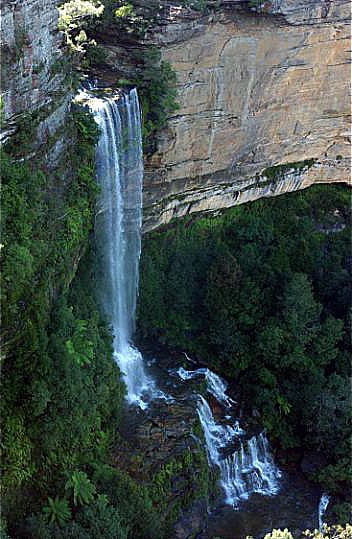
Cataratas de Katoomba en el río Kedumba.

La principal industria de Katoomba es el turismo basado en su paisaje montañoso. La formación rocosa conocida como las Tres Hermanas, visible desde Echo Point a unos 2 kilómetros al sur de la ciudad principal, atrae a miles de visitantes cada año. Otras características del Valle Jamison visibles desde Echo Point incluyen el Monte Solitario y la formación rocosa conocida como el Castillo en Ruinas. Una corta caminata desde Echo Point conduce a la Escalera Gigante que brinda acceso a una serie de paseos por la naturaleza a través del Valle. Varias de las pistas de Jamison Valley, incluida la propia Escalera, se cerraron en los últimos años debido a mantenimiento, pero la mayoría han sido reabiertas desde entonces. La geografía local incluye extensas áreas de denso bosque húmedo templado cálido, pantanos colgantes y una serie de cascadas.
Otras atracciones incluyen Scenic World, un complejo turístico en el suroeste de la localidad. Este sitio alberga el funicular más empinado del mundo, el Ferrocarril panorámico de Katoomba, que se construyó originalmente para facilitar la extracción de carbón y esquisto bituminoso en el valle de Jamison. Scenic World también ofrece el teleférico Scenic Skyway, que recorre un brazo del valle de Jamison y ofrece vistas de las cataratas Katoomba y Orphan Rock. En 2004, el coche Skyway original fue sustituido por un coche nuevo con un suelo con paneles de cristal líquido, que se vuelve transparente mientras el coche viaja. En 1983 se inició en el lugar la construcción de una montaña rusa llamada Orphan Rocker; la pista se completó, pero esta atracción nunca se abrió al público.[cita requerida]
Katoomba cuenta con hoteles y casas de huéspedes, el más antiguo de los cuales es el Hotel Carrington, establecido en 1882 y que ocupa el punto más alto de la ciudad. El centro de la ciudad, centrado en la calle Katoomba, cuenta con docenas de cafeterías y restaurantes, incluido el Paragon, que data de principios del siglo XX, así como varias tiendas de antigüedades y libros de segunda mano.

## Transporte
En 1874, Katoomba se encontraba enlazada a la línea principal occidental del ferrocarril, siendo conocida en aquel entonces como "The Crushers". La estación de tren de Katoomba ahora cuenta con la Línea de las Montañas Azules.
La Great Western Highway es la vía principal para acceder por carretera.
El aeropuerto de Katoomba se ubica a una distancia de aproximadamente 11,5 kilómetros del centro de Katoomba. En la actualidad, el aeropuerto se encuentra inactivo para aeronaves y helicópteros, sin embargo, está habilitado para ser utilizado por los servicios de emergencia.

## Listados de patrimonio

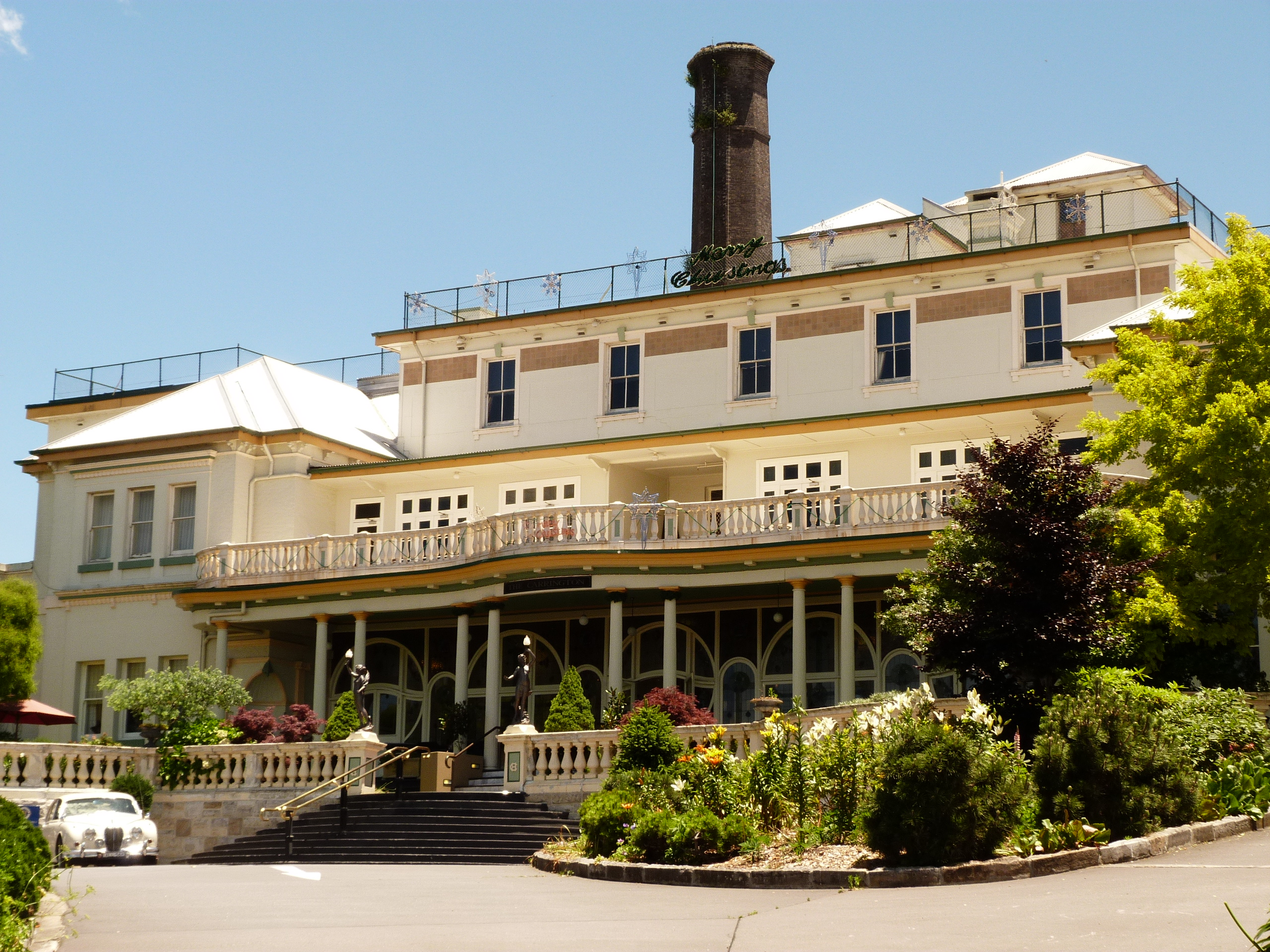
Hotel Carrington, catalogado como parte del patrimonio de la ciudad

Katoomba cuenta con múltiples lugares reconocidos como patrimonio, entre los cuales se encuentran los siguientes que están registrados en el Registro del Patrimonio Estatal de Nueva Gales del Sur:
- Parque Nacional de las Montañas Azules: senderos para caminar por las Montañas Azules
- 10-14 Lugar cívico: Colegio y convento Mount St Marys
- Calle Katoomba: Hotel Carrington
- 59-61 Calle Katoomba: Oficina de correos de Katoomba
- Calle Katoomba 63-69: Café Paragon, Katoomba;
- Ferrocarril principal occidental: estación de tren de Katoomba
- 10-16 Panorama Drive: Lilianfels, Katoomba

En otros registros patrimoniales figuran los siguientes:
- Iglesia Unida: situada en la calle Katoomba, la Iglesia Unida, anteriormente Iglesia Metodista, ha sobrevivido como un ejemplo de estilos góticos que se extienden desde la época victoriana hasta el período de entreguerras. Fue diseñado por Henry Simonson y el edificio principal se construyó en 1888. La casa parroquial fue construida en 1906 y el salón de la iglesia en 1933.[19]
- Swiss Cottage (anteriormente conocida como Lurline Cottage): esta cabaña Federation Queen Anne fue construida en 1898 en el lado este de Lurline Street. Incorporando partes del salón original de la iglesia de Santa Hilda, perteneció a HA Bundy, quien lo llamó Rubyston. Tuvo varios propietarios a lo largo de los años y luego sirvió como casa de huéspedes, pero se deterioró un poco hasta finales de la década de 1980, cuando un nuevo propietario lo abrió como Lurline Cottage Tea Room. En los años 90 se convirtió en el restaurante Swiss Cottage.[20] Desde 2012 es Pins on Lurline.[21]
- Kapsalie: esta casa estilo bungalow de la Federación se construyó en Lurline Street en 1915. La propietaria era la señora Fanny Allibone, quien llamó a la casa Cheltenham. Cambió de dueño en 1919 y la familia Varipatis finalmente lo adquirió alrededor de 1940. Esta familia tenía un restaurante de mariscos en Katoomba y llamaron a la casa Kapsalie en honor a su ciudad natal en Grecia.[22]
- Palacio de Justicia de Katoomba: en la década de 1890, Katoomba había crecido lo suficiente como para necesitar su propio palacio de justicia, que fue diseñado por el arquitecto gubernamental Walter Liberty Vernon y construido en 1897. Fue construido con arenisca extraída de canteras locales. En 1925, el trabajo del tribunal había aumentado hasta el punto de que el antiguo edificio era demasiado pequeño, por lo que Richard Wells diseñó las ampliaciones. A finales de la década de 1940 y en 1989 se produjeron más cambios y ampliaciones.[23] El palacio de justicia figura en el Registro del Patrimonio Nacional.[24]
- Varuna: esta casa en Cascade Street fue construida en 1939. Era el hogar de Eleanor Dark y el Dr. Eric Dark, quienes se mudaron a Cascade Street en 1923. Su nueva casa, construida en 1939, fue diseñada por Eleanor Dark. Los Dark eran extremadamente activos en la comunidad de escritores de las Montañas Azules, que floreció como resultado de que muchos escritores y artistas se mudaron a la zona. Varuna se volvió central para esta comunidad en la década de 1940. Se convirtió en centro de escritores en 1989, bajo el nombre de Varuna, La Casa de los Escritores. La casa, el estudio y el jardín están catalogados como de importancia patrimonial.[25]